# Vouní
Vouní är en ort i Cypern. Den ligger i distriktet Eparchía Lemesoú, i den centrala delen av landet, 60 km sydväst om huvudstaden Nicosia. Vouní ligger 809 meter över havet och antalet invånare är 142. Den ligger på ön Cypern.
Terrängen runt Vouní är kuperad.Trakten runt Vouní är glesbefolkad, med 20 invånare per kvadratkilometer. Närmaste större samhälle är Ýpsonas, 19,1 km sydost om Vouní. Trakten runt Vouní är i huvudsak ett öppet busklandskap.

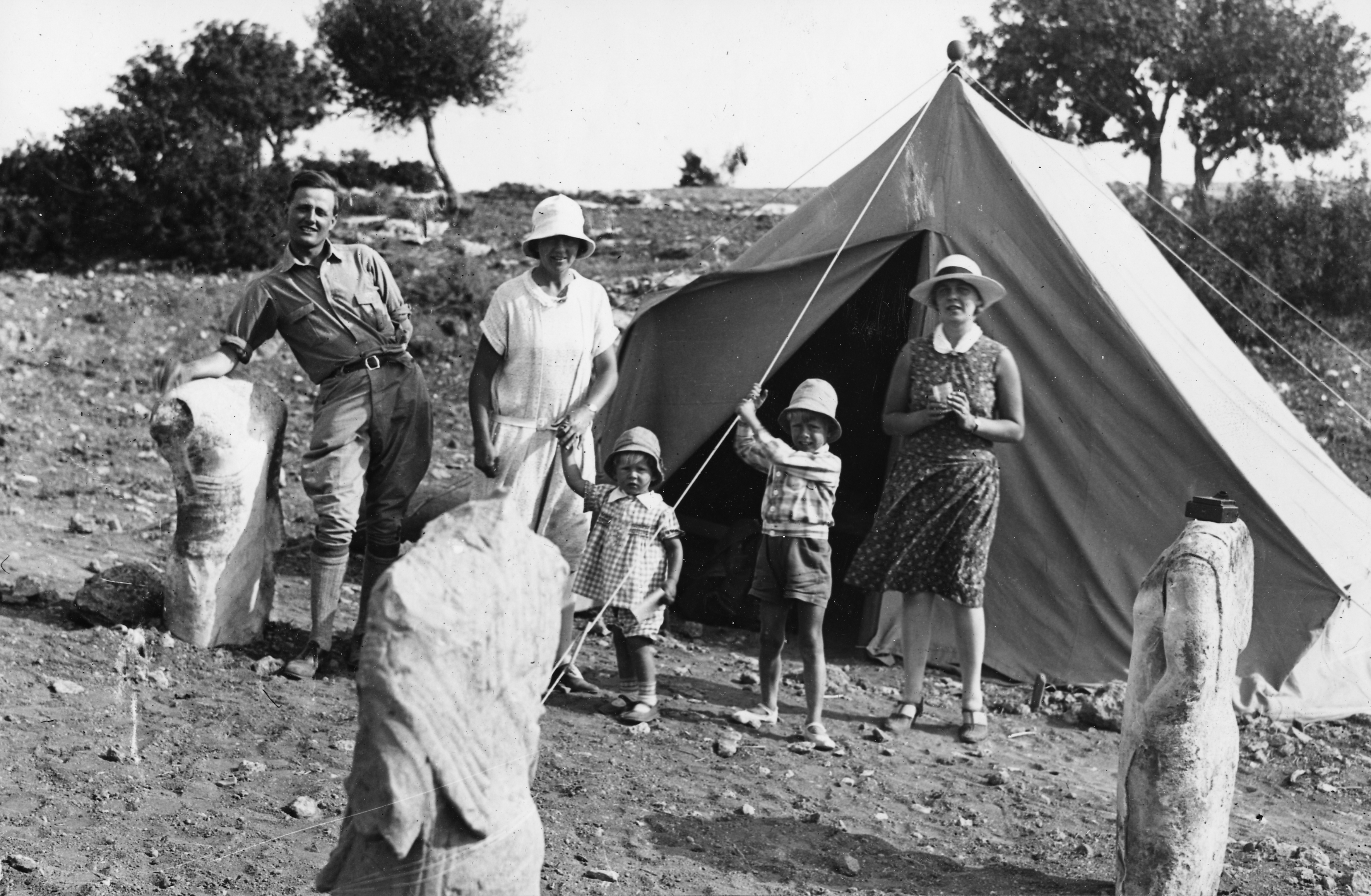
Familjen Gjerstad utanför tälten i Vouni. Einar och Vivi Gjerstas och deras barn samt barnflickan Gudrun Atterman.

## Utgrävningar
Den svenska Cypernexpeditionen, ledd av Einar Gjerstad, grävde ut Vouni under våren 1928 till hösten 1929. 
Platsen är väl belägen nära havet och med god kommunikation till exempelvis Marion och Limnitis. Den antika vägen från Soli till Mersinaki och Vouni syns lätt med blotta ögat. Berget skyddades av försvarsmurar som även hade flera torn. På toppen av berget fanns ett tempel tillägnat Athena. Svenska Cypernexpeditionen avfärdade teorin att Vouni var den antika platsen Aipeia, föregångaren till Soloi/Soli, eftersom platsen inte avslöjade några tidigare fynd än från 500-talet f.Kr. och således inte är tillräckligt gammal för att vara Aipeia. Det antika namnet på den plats som nu heter Vouni är inte känt.
På terrassen nedanför templet finns ett palats omgivet av olika mindre helgedomar. Det verkar inte som om palatset var skilt från templet av en mur eller någon annan konstruktion. Nedanför palatset hittades en nekropol med tillhörande klippgravar. De flesta av dessa gravar var öppna och påminde om grottor. Nedanför nekropolen hittades även vallar där fler byggnader liknande palatset lokaliserades. Människorna rörde sig mellan husen, begravningsplatsen och helgedomarna med hjälp av vägar och trappor inhuggna i klippan.

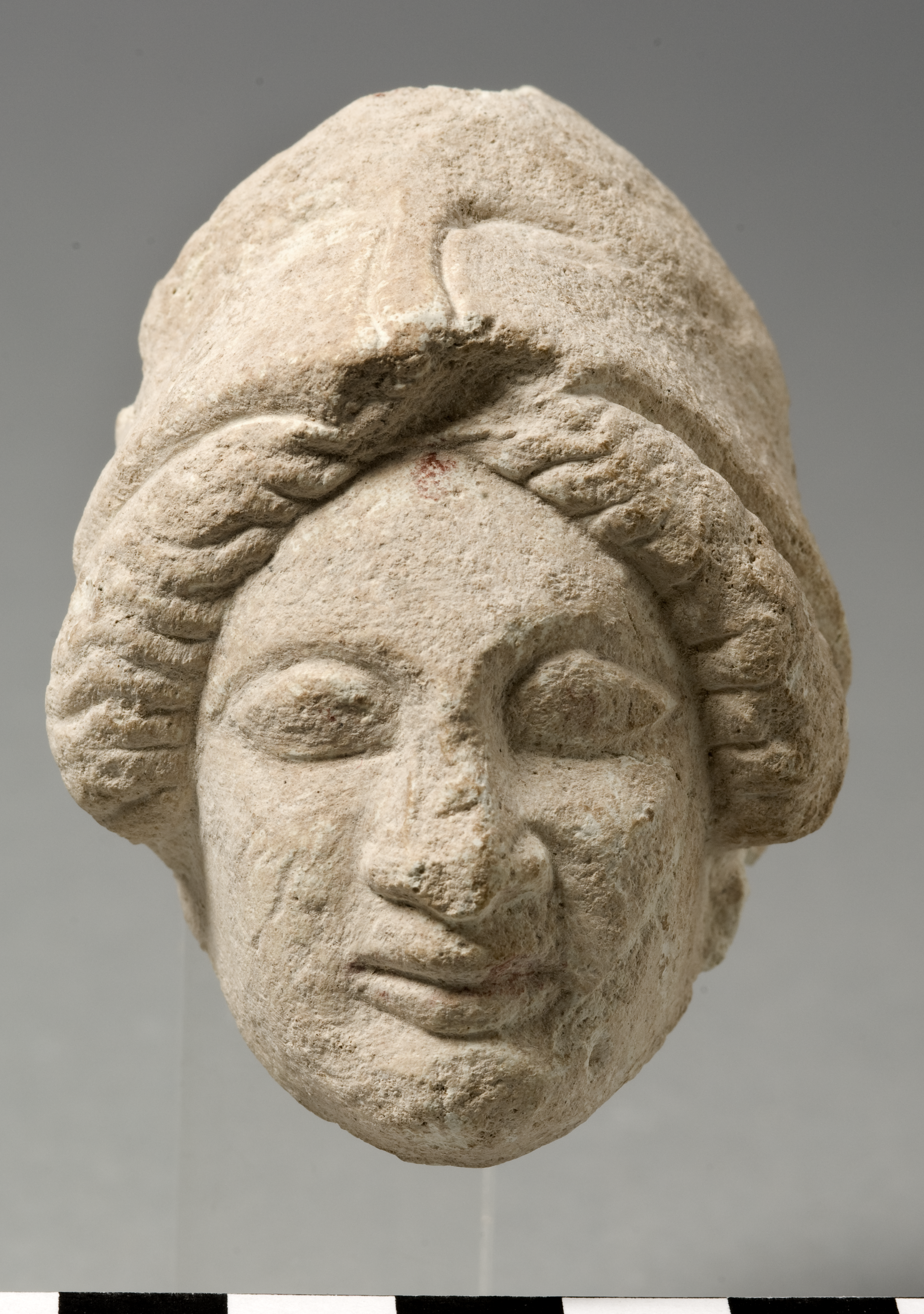
Ett huvud av Athena skapad av mjuk kalksten i stilen III:A, ca. 475–325 f.Kr, Vouni.

### Athenas tempel
På toppen av Vouni finns en helgedom från första hälften av 400-talet f.Kr. En bronsskål med en inskrift som nämner Athena, bronsvapen och flera skulpturer som troligen representerade gudinnan hittades i helgedomen och indikerar att templet antagligen var tillägnat gudinnan Athena. Templet har utsatts för väder och vind under åren vilket har resulterat i att endast den nedersta delen av murarna har bevarats. De arkitektoniska lämningarna består således av grundmurar och golv av olika konstruktioner och sammansättningar. Templets arkitektur kan delas upp i tre separata byggnader eller byggnadskomplex. Den första är en kvadratisk byggnad med ett rum som kallas rum I. Den andra kallas rum II och består av väggen 58 och skapar en rektangulär byggnad. Den tredje delen består av rum V–VII som skapar ett block av flera hus. Det är oklart om  byggnaderna byggdes under samma period. Arkeologerna menade att dessa byggnader användes som skattkammare för votivgåvor och liknande. Mellan dessa byggnader sträcker sig några gårdsplaner. På gårdsplanerna var många av de skulpturer och altare som hittades vid tempelområdet placerade. Skulpturerna föreställer antagligen Athena och placerades inte i en specifik ordning. De flesta placerades i mitten av gårdsplanen bredvid ingången till byggnaderna. Det finns ingenting bevarat som indikerar när helgedomen förstördes eller övergavs samtidigt som det inte finns något arkeologiskt material som har daterats till senare än den cypro-klassiska perioden.

### Palatset

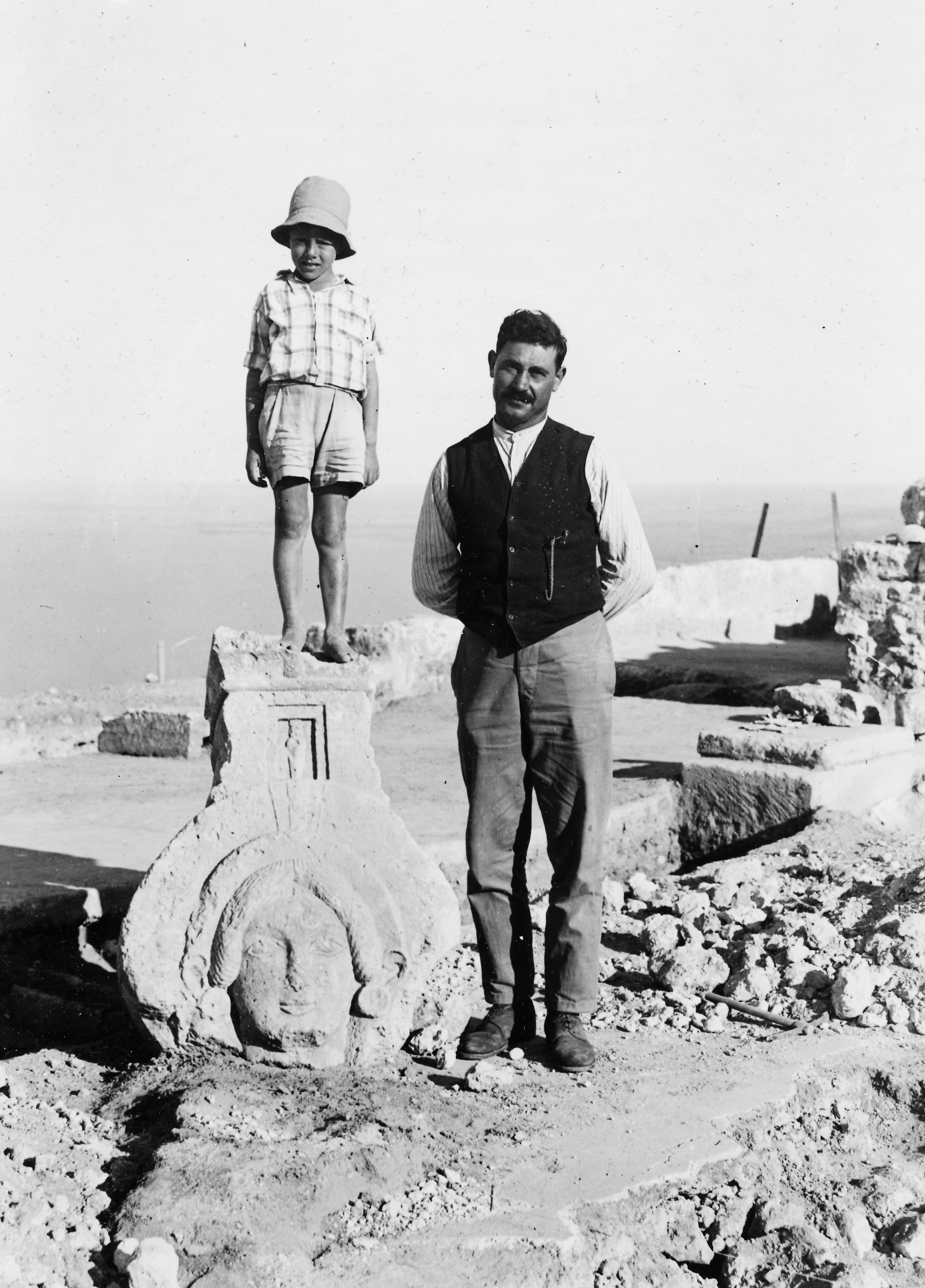
Martin Gjerstad, Lazaros och kapitälet, no. 290. Vounipalatset.

Nedanför helgedomen ligger det byggnadskomplex som kallas palatset. Palatsets stenmurar är skapta av den lokala kalkstenen från Vouni-klippan, samt en ljusgrön kalksten från Paradisotissa, 1,5 kilometer nordväst om Vouni. Byggnadskomplexets grund bestod av sten med väggar skapta av lertegel och sten. Palatset har en peristylgård med kolonner för att stödja taket runt den centrala gården samt alla de andra väggarna med öppna fronter. De bevarade fragmenten av kolonnerna består av hård kalksten från Vouni-klippan med stylobater skapta av kalksten från Paradisotissa. Det finns två kolonvariatoner på Vouni. Typ 1 har en cylindrisk axel medan typ 2 snarare liknar en ellips. Ett kapitäl är bevarat. Detta kapitäl är en cypriotisk variant av det egyptiska Hathor-kapitälet med ett kvinnligt huvud skulpterat i relief på två sidor. Hon bär rosettörhängen och hennes huvud är krönt av ett bågformat diadem. Ovanför hennes huvud är en liten byggnad placerad samt en nisch med en uraeus i mitten.
Arkeologerna grävde fram flera stenblockstrappor som ledde både till övervåningen och bottenvåningen i palatset. En del trappor var troligtvis också av trä. En härd som användes för matlagning grävdes också fram. Härden var omgiven av en halvcirkel skapad av stenar svärtade av eld. Vid härden hittades även förbränt material och aska.

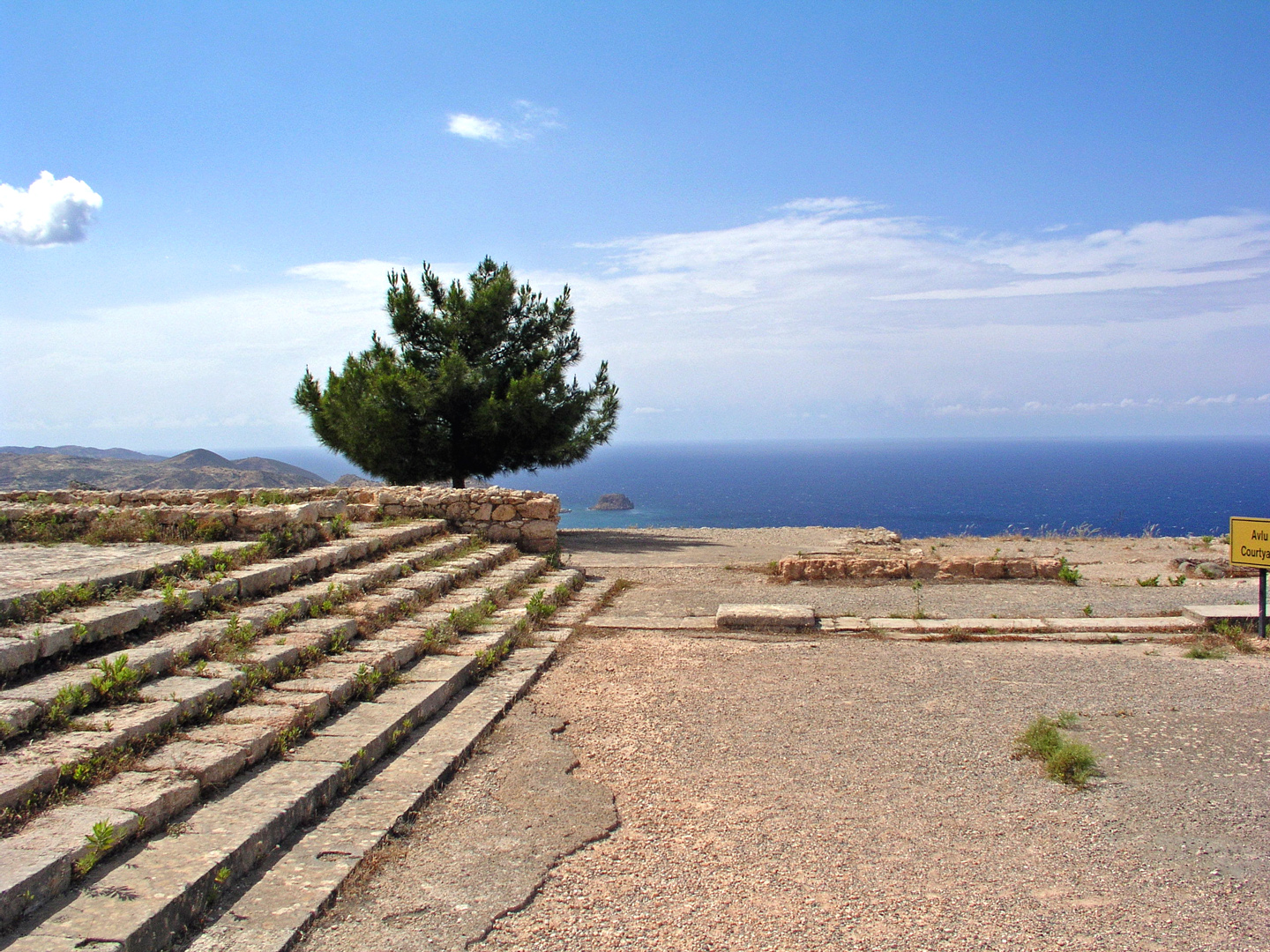
Trappor från Vounipalatset.

Vounipalatset hade fyra olika huvudtyper av cisterner formade som en tank, brunn, flaska eller klocka. Vattnet fördes till cisternerna i ledningar av tre olika typer: terrakottarör, öppna cementerade rör och cementerade rör täckta av stenplattor. De två första användes för att transportera vatten från taket medan de cementerade, täckta rören användes till rör under golven som ledde fram till runda cementerade bassänger placerade under golven till cisternerna. Dräneringskanalerna förde regnvattnet från de öppna ytorna inomhus och utanför palatset till tvättrum, badrum och cisternerna.
Arkeologernas analys av palatset resulterade i tanken om att palatset byggdes under fyra faser. Under den första perioden (500 till 450–440 f.Kr.) låg huvudentrén i sydväst med en ingång till de statliga lägenheterna som bestod av ett tredelat komplex av rum med ett dominerande huvudrum i mitten. De statliga lägenheterna var placerade intill centralgården bredvid en magnifik trappa med sju trappsteg. Centralgården var nästintill kvadratisk formad och omgiven av en peristylportik med ett tak som var öppet i mitten. Här, i mitten av gårdsplanen, placerades en cistern som samlade upp regnvatten. Fler rum byggdes längs gården som inte kopplades till varandra. Vissa av dessa rum är badrum. Palatset hade ett caldarium där man kunde oljas och sedan tvättas i varmt vatten. Efter caldarium kunde man fortsätta till frigidarium där man tvättades i kallt vatten. Köksavdelningen bestod av små rum sydost vid en annan öppen gårdsplan. Några av rummen mot nordväst var vardagsrum och förråd. I två av förråden skapades koniska hål i golvet för att kunna stödja stora pithoi med spetsiga baser. Under denna första fas hade palatset ingen övervåning. Utanför palatskomplexet skapades en temenos med en rektangulär altarplats samt mindre kulthus. I ett av kulthusen var majoriteten fragment av Heraklesskulpturer, således kallade arkeologerna detta hus för Herakles kapell.

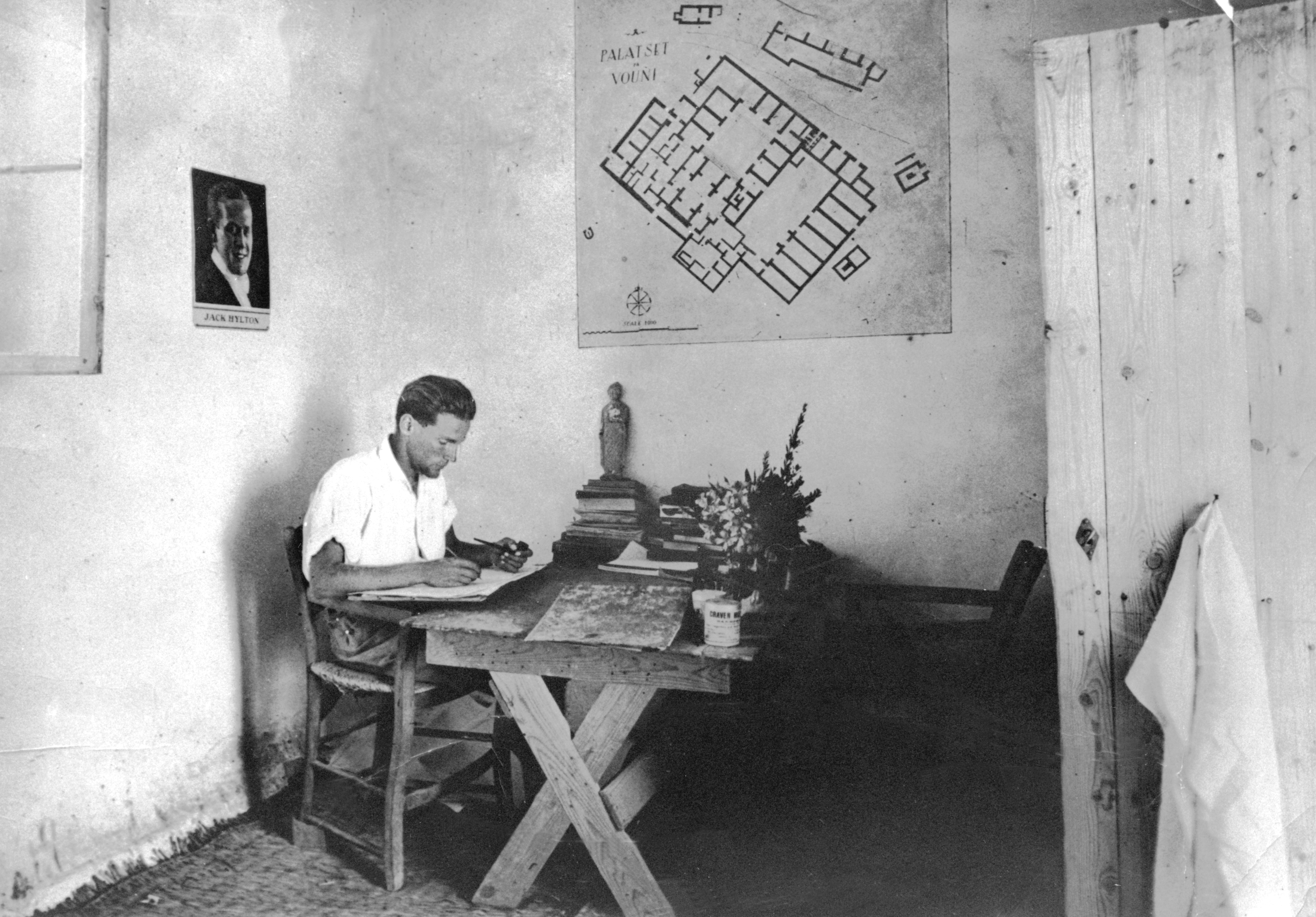
Alfred Westholm vid skrivbordet. På väggen sitter en plan över Vounipalatset. Vouni, Galini.

Under den andra fasen (500 till 450–440 f.Kr.) tillkom ett rektangulärt rum och en smal korridor. Här, i väggen, hittade arkeologerna fyra små lådor byggda av kvadermurar. De innehöll spår av förkolnat material och aska, samt tecken av rök, vilket tyder på att lådorna använts för eldning på något sätt. Arkeologerna tolkade denna struktur som ett uppvärmningsrum för rummet ovanför, vilket skapar något som liknar ett sudatorium. Ett kulthus byggdes även till söder om palatset. I övrigt förblev strukturen densamma som i första fasen.

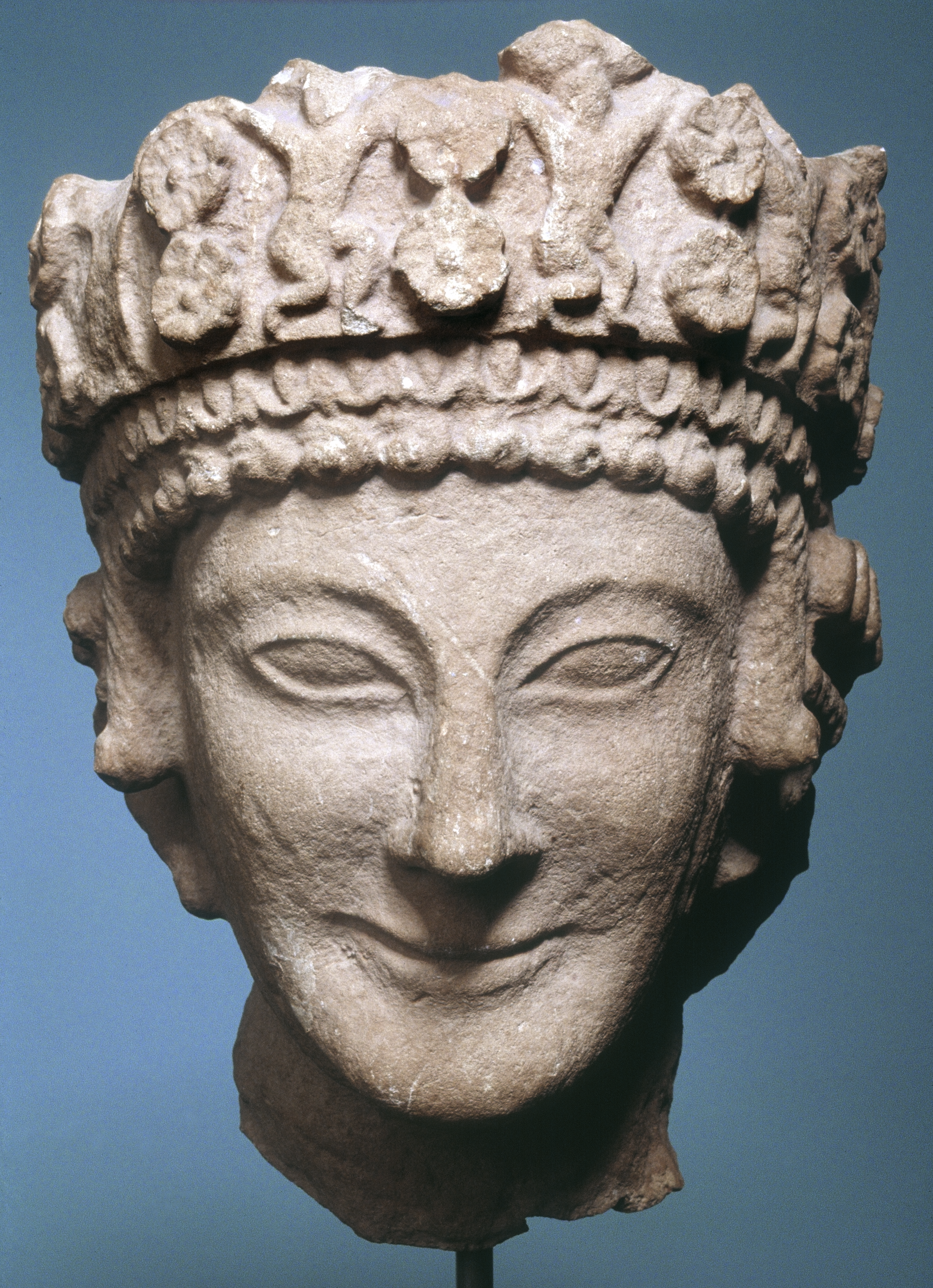
Vouni-huvudet bärandes ett högt diadem/kalathos med dansande figurer och rosetter. Cypro–arkaisk II, ca. 600–475 f.Kr. Detta huvud är utställt på Medelhavsmuseet.

Under den tredje fasen (450–440 till 380 f.Kr.) tillkom en övervåning på palatset vilket även ledde till att flera trappor behövde konstrueras. Ytterligare tillkom fyra nya förråd samt ytterligare tre uppvärmningsrum. En del av de gamla delarna byggdes om och den andra gårdsplanen utökades exempelvis till en nästintill dubbelt så stor storlek som centralgården. Vidare genomgick köksavdelningen utvidgningar och förändringar. En ny huvudentré med en stor vestibul till norr i komplexet tillkom också. En konsekvens av dessa förändringar blev att de statliga lägenheternas innebörd antagligen förändrades. Under denna fas påminner de om megaron. Den övergripande strukturen av palatset förändrades mycket under denna period jämfört med hur palatset såg ut under första fasen. Dessutom utvecklades de religiösa byggnaderna utanför palatset och flera andra byggnader tillkom också. Under den fjärde och sista fasen  (450–440 till 380 f.Kr.) gjordes endast mindre förändringar i palatset och temenosområdet.
Många stenskulpturer grävdes fram vid Vouni-palatset. Exempelvis det berömda Vouni-huvudet, krönt av ett diadem dekorerat med reliefornament som representerar rosetter och dansande figurer, samt kymationsornament. Ett annat exempel är Koreskulpturen i naturlig storlek som imiterar den jonisk-grekiska konststilen. Hon står med vänster ben framåt, klädd i en chiton och en mantel. Den vänstra handen som inte finns bevarad höll troligen upp några av chitonens veck. Skulpturen är från slutet av den arkaiska stilen. Ytterligare grävdes även många andra terrakottaskulpturer, örhängen och andra smycken, liksom keramik, skålar, kannor, en vävstol och rökelsebrännare fram.